# Micro-région de Gyula
La micro-région de Gyula (en hongrois : gyulai kistérség) est une micro-région statistique hongroise rassemblant plusieurs localités autour de Gyula.